# アマヌリン
アマヌリン(Amanullin)は、環状ペプチドである。テングタケ属(Amanita)のキノコに含まれる毒であるアマトキシンの1つである。マウスでの経口半数致死量は約20 mg/kgであるが、ヒトには無毒である。

## 毒物学
他のアマトキシンと同様に、アマヌリンはRNAポリメラーゼIIの阻害剤である。アマヌリンは、種特異的にRNAポリメラーゼIIと結合する。摂取されると、RNAポリメラーゼII酵素に結合し、効果的に肝細胞の細胞溶解を引き起こす。